# Равеновіль
Равенові́ль (фр. Ravenoville) — колишній муніципалітет у Франції, у регіоні Нормандія, департамент Манш. Населення — 265 осіб (2011).
Муніципалітет був розташований на відстані близько 280 км на захід від Парижа, 75 км на північний захід від Кана, 45 км на північ від Сен-Ло.

## Історія
До 2015 року муніципалітет перебував у складі регіону Нижня Нормандія. Від 1 січня 2016 року належав до нового об'єднаного регіону Нормандія.
1 січня 2019 року Равеновіль і Каркебю було приєднано до муніципалітету Сент-Мер-Егліз.

## Демографія
Динаміка населення (INSEE ):
Розподіл населення за віком та статтю (2006):
| Стать | Всього | До 15 років | 15-24 | 25-44 | 45-64 | 65-85 | Понад 85 |
| --- | ------ | ----------- | ----- | ----- | ----- | ----- | -------- |
| Чоловіки | 128    | 24          | 12    | 36    | 20    | 28    | 8        |
| Жінки | 116    | 12          | 12    | 24    | 28    | 40    | 0        |
| \| Статево-вікова піраміда \| Статево-вікова піраміда \| Статево-вікова піраміда \| \| ----------------------- \| ----------------------- \| ----------------------- \| \| Чоловіки \| Вік \| Жінки \| \| 8 \| 85 + \| 0 \| \| 12 \| 80-84 \| 12 \| \| 8 \| 75-79 \| 16 \| \| 0 \| 70-74 \| 4 \| \| 8 \| 65-69 \| 8 \| \| 0 \| 60-64 \| 12 \| \| 4 \| 55-59 \| 4 \| \| 0 \| 50-54 \| 8 \| \| 16 \| 45-49 \| 4 \| \| 16 \| 40-44 \| 16 \| \| 12 \| 35-39 \| 4 \| \| 0 \| 30-34 \| 4 \| \| 8 \| 25-29 \| 0 \| \| 4 \| 20-24 \| 8 \| \| 8 \| 15-20 \| 4 \| \| 12 \| 10-14 \| 4 \| \| 8 \| 5-9 \| 4 \| \| 4 \| 0-4 \| 4 \| |        |             |       |       |       |       |          |
| Статево-вікова піраміда |        |             |       |       |       |       |          |
| Чоловіки | Вік    | Жінки       |       |       |       |       |          |
| 8 | 85 +   | 0           |       |       |       |       |          |
| 12 | 80-84  | 12          |       |       |       |       |          |
| 8 | 75-79  | 16          |       |       |       |       |          |
| 0 | 70-74  | 4           |       |       |       |       |          |
| 8 | 65-69  | 8           |       |       |       |       |          |
| 0 | 60-64  | 12          |       |       |       |       |          |
| 4 | 55-59  | 4           |       |       |       |       |          |
| 0 | 50-54  | 8           |       |       |       |       |          |
| 16 | 45-49  | 4           |       |       |       |       |          |
| 16 | 40-44  | 16          |       |       |       |       |          |
| 12 | 35-39  | 4           |       |       |       |       |          |
| 0 | 30-34  | 4           |       |       |       |       |          |
| 8 | 25-29  | 0           |       |       |       |       |          |
| 4 | 20-24  | 8           |       |       |       |       |          |
| 8 | 15-20  | 4           |       |       |       |       |          |
| 12 | 10-14  | 4           |       |       |       |       |          |
| 8 | 5-9    | 4           |       |       |       |       |          |
| 4 | 0-4    | 4           |       |       |       |       |          |

## Економіка
2010 року серед 164 осіб працездатного віку (15—64 років) 112 були активними, 52 — неактивними (показник активності 68,3%, у 1999 році було 61,0%). З 112 активних мешканців працювали 103 особи (64 чоловіки та 39 жінок), безробітними було 9 (1 чоловік та 8 жінок). Серед 52 неактивних 13 осіб було учнями чи студентами, 23 — пенсіонерами, 16 були неактивними з інших причин.

У 2010 році в муніципалітеті числилось 131 оподатковане домогосподарство, у яких проживали 256,0 особи, медіана доходів виносила 14 211 євро на одного особоспоживача